# ناهوم
ناهوم موقع ذكر في كتاب مورمون كأحد الأماكن التي توقف فيها ليهي في رحلته إلى العالم القديم. هذا الموقع أشير عليه عندما توجه إليه إسماعيل للراحة. كما أن مسار رحلة ليهي تغيرت من خلال هذا الموقع من الجنوب إلى الشرق قبل أن يتوجه إلى ساحل بونتيفول.
بعض علماء آثار كتاب المرمون أنهم وجدوا موقع ناهوم في عالم اليوم. المستكشف الأمريكي لين م. هيلتون الموقع والذي يقع في اليمن.